# Karl Wölfl
Karl Wölfl (5 de janeiro de 1914 — 29 de novembro de 2004) foi um ciclista austríaco. Competiu nos Jogos Olímpicos de Verão de 1936 em Berlim, onde fez parte da equipe de ciclismo austríaca que terminou em décimo lugar na perseguição por equipes de 4 km em pista.